# خانسر، پاکستان
خانسر (به انگلیسی: Khansar) یک منطقهٔ مسکونی در پاکستان است که در ناحیه بهکر واقع شده‌است. خانسر ۱۷۰ متر بالاتر از سطح دریا واقع شده‌است.